# Julio Ochoa Luna
Julio Edgardo Ochoa Luna fue un deportista y político peruano. 
Fue elegido diputado por el departamento del Cusco en 1963 en las elecciones generales de ese año en las que salió elegido por primera vez Fernando Belaúnde Terry. Durante su gestión fue coautor de la ley que creó el Colegio Odontológico del Perú.